# 대전불교방송
대전불교방송(大田佛敎放送, Daejeon Buddhist Broadcasting System)은 대한민국의 BBS불교방송 네트워크권 대전,충남,세종 전지역의 라디오, TV 방송국이다.

## 연혁
- 2025년 6월 1일 : 시험방송 개국 예정
- 2025년 7월 1일 : 대전불교방송 개국 예정 (사옥은 전주혁신도시에 있는 대한불교종계종 금산사 포교당 수현사에 사용예정)

## 방송 주파수
| 방송국       | 호출부호 | 송신소        | 주파수 | 출력 | 송신소 위치      | 비고 |
| ------------ | -------- | ------------- | ------ | ---- | ---------------- | ---- |
| 대전불교방송 |          | 식장산 송신소 |        |      | 대전 동구 세천동 |      |